# Agata (moglie di Samuele di Bulgaria)
Agata (in bulgaro Агата?, in greco Άγάθη?; fl. X secolo) è stata imperatrice consorte dello zar di Bulgaria Samuele.

## Biografia
Secondo una appendice successiva alla Storia dello storico bizantino della fine dell'XI secolo Giovanni Scilitze, Agata era una schiava di Larissa, figlia del magnate di Dyrrhachium, Giovanni Criselio. Scilitze si riferisce esplicitamente a lei come madre dell'erede di Samuele, Gavril Radomir, il che significa che probabilmente era la moglie di Samuele. D'altra parte, Scilitze menziona in seguito che lo stesso Gavril Radomir prese in moglie una bella prigioniera, di nome Irene, proveniente da Larissa. Secondo i redattori della Prosopographie der mittelbyzantinischen Zeit, questo potrebbe essere stato fonte di confusione per un copista successivo, pertanto la vera origine di Agata non sarebbe Larissa, ma Dyrrhachium. Secondo la stessa opera, è probabile che sia morta intorno al 998, quando il padre cedette Dyrrhachium all'imperatore bizantino Basilio II.
Solo due dei figli di Samuele e Agata sono noti per nome: Gavril Radomir e Miroslava. Altre due figlie, di cui non si conosce il nome, sono menzionate nel 1018, mentre Samuele risulta aver avuto un figlio illegittimo.
Agata è uno dei personaggi centrali del romanzo Samuil di Dimitar Talev.